# Vöröstorkú sarlósfecske
A vöröstorkú sarlósfecske (Streptoprocne rutila) a madarak osztályának a sarlósfecske-alakúak (Apodiformes) rendjébe és a sarlósfecskefélék (Apodidae) családjába tartozó faj.

## Rendszerezése
A fajt Louis Pierre Vieillot francia ornitológus írta le 1817-ben, a Hirundo nembe Hirundo rutila néven.

## Alfajai
- Streptoprocne rutila brunnitorques (Lafresnaye, 1844)
- Streptoprocne rutila griseifrons (Nelson, 1900)
- Streptoprocne rutila rutila (Vieillot, 1817)[2]

## Előfordulása
Mexikó, Belize, Costa Rica, Guatemala, Honduras, Panama, Salvador, Trinidad és Tobago, Bolívia, Ecuador, Francia Guyana, Guyana, Kolumbia, Peru és Venezuela területén honos.
Természetes élőhelyei a szubtrópusi és trópusi hegyi esőerdők és cserjések, sziklás környezetben. Vonuló faj.

## Megjelenése
Testhossza 13 centiméter, testtömege 21,3–25,6 gramm.

## Természetvédelmi helyzete
Az elterjedési területe rendkívül nagy, egyedszáma pedig stabil. A Természetvédelmi Világszövetség Vörös listáján nem fenyegetett fajként szerepel.

## Külső hivatkozások
- Képek az interneten a fajról
- Xeno-canto.org - a faj hangja és elterjedési területe